# 阿梅塔斯 (肯塔基州)
阿梅塔斯（英語：Armetus）是位於美國肯塔基州諾克斯縣的一個人口普查指定地區。

## 人口
根據2020年美國人口普查的數據，阿梅塔斯的面積為3.51平方千米，當中陸地面積為3.50平方千米，而水域面積為0.01平方千米。當地共有人口453人，而人口密度為每平方千米129.06人。